# Brit mila

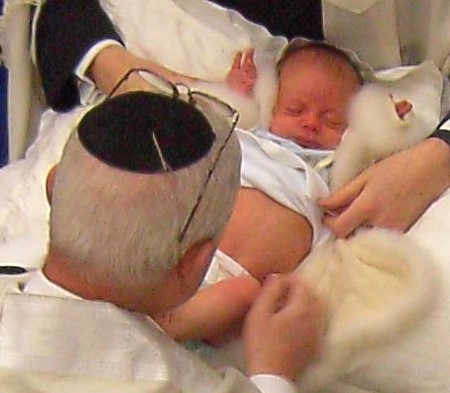
Dokonanie obrzezania

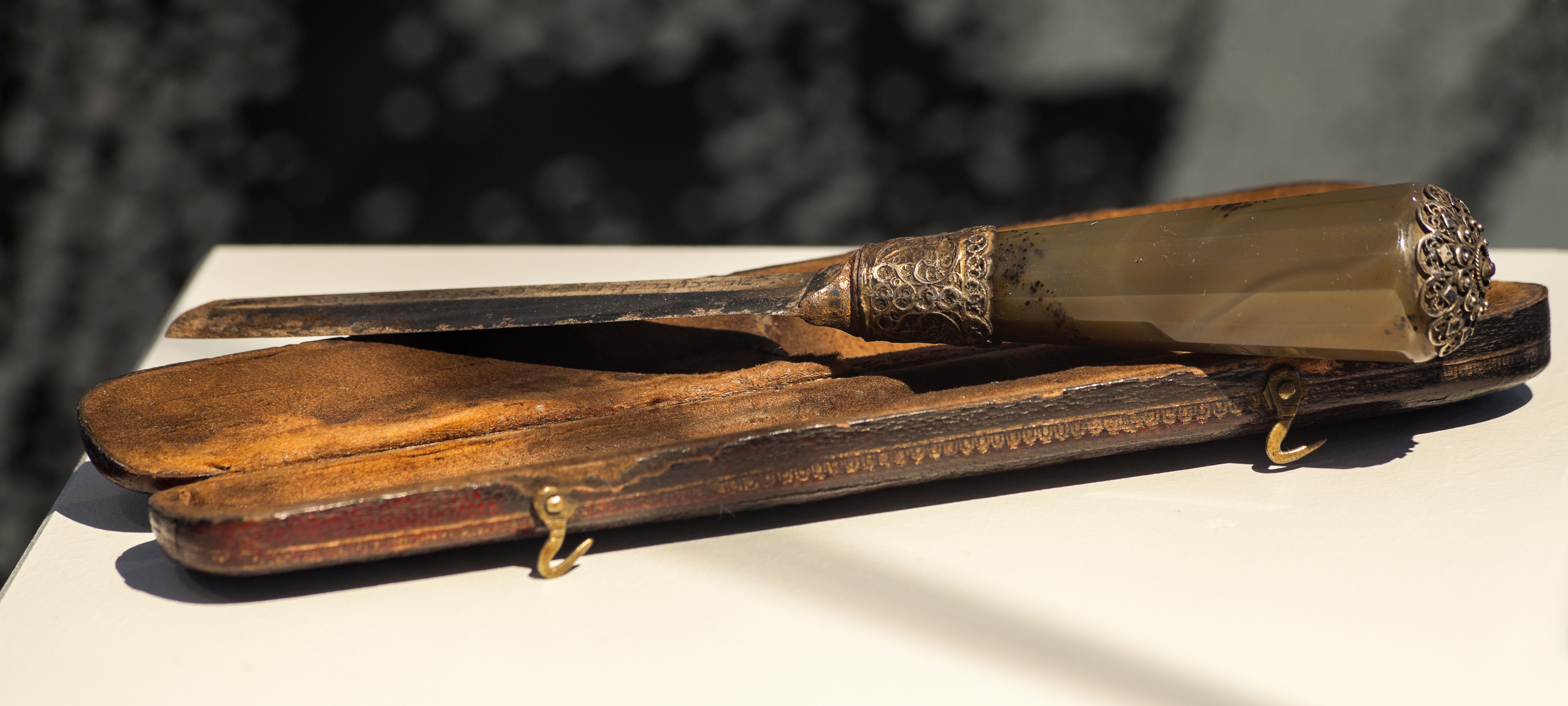
Nóż służący do obrzezania i etui z ok. 1760, Museum für Hamburgische Geschichte)

Brit mila (hebr. ברית־מילה, współczesna wymowa izraelska: bʁit miˈla, wymowa aszkenazyjska: bʁis ˈmilə; dosł. przymierze obrzezania), w jidysz nazywane bris (ברית‎, wymowa w IPA: bʁɪs) – hebrajskie określenie rytuału obrzezania czyli włączenia osoby płci męskiej do religijnej społeczności żydowskiej. Jest to również jedno z podstawowych przykazań (hebr. מצוות, micwot) w większości spośród współczesnych nurtów judaizmu a także pierwsze, z którym styka się nowonarodzone dziecko płci męskiej oraz jedyne, które wiąże się z modyfikacją ciała.

## Przebiegbrit mila

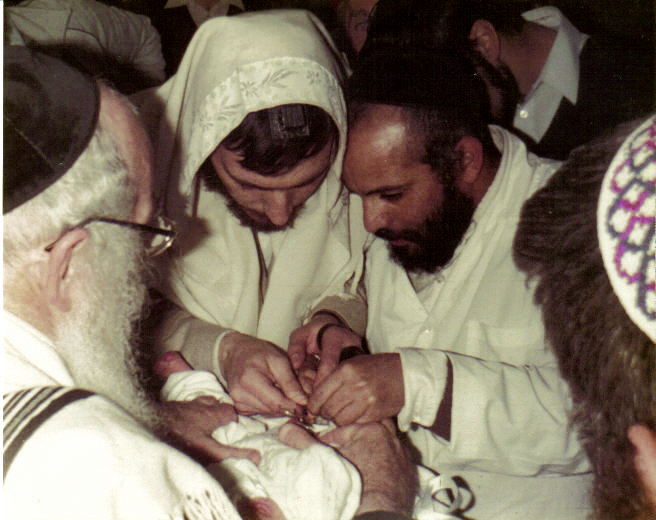
Mohel podczas obrzezania

Zabiegu dokonuje osoba specjalizująca się w obrzezaniu, czyli tzw. rzezak lub mohel. Sama ceremonia ma miejsce ósmego dnia po narodzeniu, a może przebiegać zarówno w synagodze, jak i w innym miejscu, np. prywatnym mieszkaniu. Dziecko kładzie się na specjalnym fotelu obrzezań, po czym mohel usuwa napletek. Z reguły w ceremonii biorą udział zaproszeni goście (krewni, przyjaciele itp.).
Sytuacja wygląda nieco inaczej w przypadku dorosłych mężczyzn. Z reguły w samej ceremonii brit mila uczestniczy mniej osób. Sam proces gojenia się ran po usunięciu napletka natomiast przebiega znacznie dłużej.
W przypadku mężczyzn, którzy zostali wcześniej obrzezani z przyczyn innych niż religijne (np. medyczne) bądź w przypadku tych, u których brit mila nie zostało przeprowadzone prawidłowo, usunięcie napletka (którego już nie ma) zastępuje się przekłuciem prącia i upuszczeniem kropli krwi (hebr. הטפת דם, hatafat dam).

## Znaczeniebrit mila

### Znak przymierza i przynależności do wspólnoty żydowskiej
Najpopularniejszą interpretacją rytuału obrzezania jest potraktowanie go jako znaku przymierza. Tak też w Rdz 17, 9-14 rytuał ten stanowi przypieczętowanie paktu zawartego między Bogiem a Abrahamem:
(9) Potem Bóg rzekł do Abrahama: Ty zaś, a po tobie twoje potomstwo przez wszystkie pokolenia, zachowujcie przymierze ze Mną. (10) Przymierze, które będziecie zachowywali między Mną a wami, czyli twoim przyszłym potomstwem, polega na tym: wszyscy wasi mężczyźni mają być obrzezani; (11) będziecie obrzezywali ciało napletka na znak przymierza waszego ze Mną. (12) Z pokolenia w pokolenie każde wasze dziecko płci męskiej, gdy będzie miało osiem dni, ma być obrzezane - sługa urodzony w waszym domu lub nabyty za pieniądze - każdy obcy, który nie jest potomkiem twoim - (13) ma być obrzezany; obrzezany ma być sługa urodzony w domu twoim lub nabyty za pieniądze. Przymierze moje, przymierze obrzezania, będzie przymierzem na zawsze. (14) Nieobrzezany, czyli mężczyzna, któremu nie obrzezano ciała jego napletka, taki człowiek niechaj będzie usunięty ze społeczności twojej; zerwał on bowiem przymierze ze Mną.
O tym, że obrzezanie miało bardzo duże znaczenie w wymiarze eschatologicznym świadczą również te midrasze, które pokazują, że jest to warunek uczestnictwa w uczcie sprawiedliwych oraz znak zabezpieczający przed Gehenną lub Szeolem. Tak też w midraszu Szemot rabba 19,5 można przeczytać:
I rzekł JHWH do Mojżesza i do Aarona (Wj 12,1). Oto prawo Paschy: od razu się obrzezali po czym wymieszali krew Paschy z krwią obrzezania a Święty, niech będzie błogosławiony, przeszedł, wziął każdego z nich i ucałował go oraz pobłogosławił mu, jak zostało to powiedziane: i przeszedłem ponad tobą i ujrzałem cię tarzającą się w twoich krwiach (Ez 16,6). (…) Porównać to można do króla, który urządził libację dla swoich ukochanych. Król rzekł: jeśli którykolwiek z {uczestników} nie będzie mieć mojej pieczęci, nie wejdzie [na przyjęcie]. Tak samo Elohim urządził dla nich libację: smażone mięso na macy i gorzkie zioła, ponieważ ocalił ich z ucisku. Rzekł do nich: jeśli brak pieczęci Abrahama na waszych ciałach, nie skosztujecie {uczty}. W jednej chwili obrzezano wszystkie niemowlęta w Egipcie. Jak powiedziano: zbierzcie mi moich pobożnych, którzy zawarli moje przymierze i mi złożyli ofiarę (Ps 50,5).
Ten wymiar znaczeniowy obrzezania ma jeszcze drugą stronę a midrasz Szemot rabba 19,4 dostarcza bardzo obrazowego opisu:
Święty, niech będzie błogosławiony, odrzuca {bałwochwalców} {o nieobrzezanych sercach} i zsyła ich na dół do Gehenny, jak zostało powiedziane: synu człowieka, opłakuj ogrom Egiptu i ześlij ich na dół (Ez 32,18). Izajasz również mówi: na to rozszerzyła Szeol swą gardziel i otworzyła swe usta bez miary (Iz 5,14) – na bałwochwalcę, który pogardza prawem obrzezania. Jak zostało to powiedziane: ustanowił Jakubowi jako prawo dla Izraela przymierze po wsze czasy (Ps 105,10), iż żaden {obrzezany Izraela} nie zejdzie do Gehenny. Rabbi Berachia {zapytał}: co czyni Święty, niech będzie błogosławiony, po to, by żaden {odstępca} ani niegodziwiec [z] Izraela nie mógł powiedzieć «oto jesteśmy obrzezani i nie zejdziemy do Gehenny?» Wysyła anioła i rozciąga ich napletki tak, by zeszli do Gehenny, jak zostało powiedziane: wyciągnął swoje ręce po nieskazitelnych, złamał ich przymierze (Ps 55,20). Gdy tylko Gehenna ujrzy ich wiszący napletek, otworzy swoje usta i połknie ich, jak [powiedziano]: i otworzyła swe usta bez miary.
O wadze obrzezania świadczy też fakt, że nawet Bóg musi przestrzegać tutaj pewnych reguł: nie może należycie ukarać grzesznika, nie usunąwszy przedtem z jego ciała znaku przymierza na drodze rozciągnięcia napletka, czyli tzw. epispazmu (hebr. משיכת ערלה, meszichat orla). Zabieg taki zresztą był stosowany w starożytności przez tych spośród wyznawców judaizmu, którzy chcieli porzucić swoją religię i uczestniczyć w życiu swoich hellenistycznych sąsiadów.

### Rytuał płodnościowy
Znaczące jest jednak to, że w Rdz 17 obrzezanie jest przedstawione jako warunek uzyskania licznego potomstwa. Pewną analogię mogą stanowić te kultury, gdzie obrzezanie stanowi element rytuału przejścia w dorosłość oraz kulturową afirmację fizjologicznej dojrzałości płciowej.

### Rytuał apotropaiczny
Obrzezanie wzmiankowane jest również w szczególnym fragmencie Biblii, mianowicie w Wj 4:24-26. Można tam przeczytać:
(24) W czasie podróży w miejscu noclegu spotkał Pan Mojżesza i chciał go zabić. (25) Sefora wzięła ostry kamień i odcięła napletek syna swego i dotknęła nim nóg Mojżesza, mówiąc: Oblubieńcem krwi jesteś ty dla mnie. (26) I odstąpił od niego Pan. Wtedy rzekła: Oblubieńcem krwi jesteś przez obrzezanie.
Fragment jest kłopotliwy z różnych względów, natomiast niektórzy z rabinów zwrócili uwagę na ochronne znaczenie obrzezania, które wynika z tej opowieści. W midraszu Szemot rabba 5,8 można przeczytać:
I wydarzyło się w drodze, podczas noclegu (Wj 4,24). Ukochane jest obrzezanie, jako że nie zostało darowane Mojżeszowi nawet na godzinę. Dlatego też, gdy był w drodze i zajął się noclegiem i zwlekał z obrzezaniem Eliezera, jego syna, natychmiast spotkał go JHWH i zażyczył sobie go zabić (Wj 4,24). Wysłany został anioł miłosierdzia, niemniej jednak [i on] zażyczył sobie go zabić. A Sefora wzięła krzemienny nóż (Wj 4,25). Skąd wiedziała, że ze względu na {obrzezanie} Mojżesz jest zagrożony? Dlatego, że anioł, gdy przybył, połknął Mojżesza od głowy aż po obrzezanego [członka] po to, by Sefora ujrzała, że nie połknął go [w całości], ale [tylko] do obrzezania. {Zrozumiała} wtedy, że ze względu na {obrzezanie} został zaatakowany i pojęła, jak wielka jest siła obrzezania, skoro [anioł] nie był w stanie połknąć [go] głębiej niż do {obrzezanego miejsca}. Od razu odcięła napletek swojego syna i dotknęła jego nóg i powiedziała, jako że narzeczonym krwij jesteś mi (Wj 4,25).  Rzekła: moim narzeczonym będziesz, zostałeś mi dany na podstawie tych krwij obrzezania, bo oto wypełniłam micwę. Natychmiast odstąpił anioł od niego, powiedziała więc, narzeczonym krwij w obrzezaniach (Wj 4,26). Rzekła: jak wielka jest moc obrzezania, skoro mój narzeczony musiał umrzeć za to, że zwlekał z realizacją micwy obrzezania a gdyby nie ona, nie zostałby ocalony.

### Filozoficzne uzasadnienie dlabrit mila
Na przestrzeni wieków myśliciele żydowscy (m.in. Majmonides) proponowali dodatkowe uzasadnienia zarówno medycznej, jak i religijnej natury, dążąc w ten sposób do pokazania, że brit mila przyczynia się do wieloaspektowego rozwoju duchowego i mistycznego.

## Alternatywy dlabrit mila
Pod koniec XIX wieku część rabinów reformowanych zarzuciła tę praktykę. Obecnie jest ona traktowana jako zalecenie przez rabinów reformowanych, chociaż niektórzy na wzór żydów humanistycznych zamiast brit mila przeprowadzają brit szalom (hebr. ברית שלום), czyli po prostu nadanie dziecku imienia bez obrzezania. Jednak w większości nurtów judaizmu brit mila jest wymagane przy konwersji na judaizm.

## Kontrowersje
Metzitzah B'peh to tradycyjna procedura stosowana podczas żydowskiego obrzezania (brit mila). Jest to jeden z trzech etapów, które składają się na cały rytuał. Obejmuje następujące kroki:
1. Milah – usunięcie napletka.
2. Periah – odsłonięcie główki prącia.
3. Metzitzah – zasysanie krwi z rany.

Metzitzah B'peh polega na zasysaniu krwi bezpośrednio ustami przez mohela (osobę przeprowadzającą obrzezanie). Ta praktyka wywodzi się z tradycyjnych wierzeń, że zasysanie krwi pomaga w oczyszczeniu rany i zapobiega infekcji.
Współcześnie ta praktyka budzi kontrowersje, szczególnie ze względu na ryzyko przenoszenia infekcji, takich jak wirus opryszczki. Z tego powodu niektóre społeczności żydowskie przyjęły alternatywne metody, takie jak użycie rurki lub innych narzędzi do zasysania krwi, aby zmniejszyć ryzyko zakażenia.
W niektórych krajach, szczególnie w Stanach Zjednoczonych, Metzitzah B'peh stała się przedmiotem regulacji zdrowotnych, mających na celu ochronę zdrowia dzieci. Wprowadzono przepisy wymagające zgody rodziców lub informujące ich o potencjalnych zagrożeniach związanych z tą praktyką.